# Lijst van rijksmonumenten in Amsterdam-Oost
Een overzicht van rijksmonumenten in de stad Amsterdam. Van de 7.324 inschrijvingen (inclusief onderdelen van objecten) in Amsterdam liggen 53 inschrijvingen in stadsdeel Oost.
| Object | Oorspronkelijke functie?                | Bouwjaar                | Architect                                               | Locatie                      | Coördinaten?                  | Nr.?   | Afbeelding |
| --- | --------------------------------------- | ----------------------- | ------------------------------------------------------- | ---------------------------- | ----------------------------- | ------ | --- |
| Gemeenlandshuis van Diemen | Gebouw                                  | 1726                    |                                                         | Diemerzeedijk 27             | 52° 21' 41" NB, 4° 57' 59" OL | 878    | Meer afbeeldingen |
| Pand, bestaande uit twee evenwijdig aan elkaar gebouwde, gepleisterde vleugels onder met pannen gedekte schilddaken. Portaaluitbouw aan de straatzijde met zadeldakje aansluitend tegen de fronton                                                                      | Gebouw                                  | 18e eeuw                |                                                         | Zeeburgerdijk 633            | 52° 21' 56" NB, 4° 56' 15" OL | 6499   | Meer afbeeldingen |
| Klarenbeek. Boerderij bestaande uit ten dele houten achtervleugels en dwars daarop, aan de straat, een onderkelderde vleugel onder schilddak | Boerderij                               | 19e eeuw                |                                                         | Ouderkerkerdijk 225          | 52° 19' 19" NB, 4° 53' 54" OL | 6732   | Meer afbeeldingen |
| Rechthuis Watergraafsmeer | Gerechtsgebouw                          | 1777                    |                                                         | Middenweg 4                  | 52° 21' 18" NB, 4° 55' 42" OL | 6776   | Meer afbeeldingen |
| Eenvoudig huisje behorende tot het complex van de Vergulden Eenhoorn | Woonhuis                                | mogelijk begin 18e eeuw |                                                         | Ringdijk 57                  | 52° 21' 5" NB, 4° 55' 15" OL  | 6778   | Meer afbeeldingen |
| Hofstede De Vergulden Eenhoorn | Buitenplaats                            | mogelijk begin 18e eeuw |                                                         | Ringdijk 58                  | 52° 21' 5" NB, 4° 55' 13" OL  | 6779   | Meer afbeeldingen |
| Klein huisje behorende tot het complex van de Vergulden Eenhoorn | Gebouw                                  | 18e eeuw                |                                                         | Ringdijk bij 57              | 52° 21' 4" NB, 4° 55' 14" OL  | 6780   | Meer afbeeldingen |
| Zuidwestelijke reeks winkels en bovenwoningen | Gebouw                                  | 1924-1926               | Dick Greiner                                            | Brink 24-32 etc.             | 52° 20' 24" NB, 4° 56' 33" OL | 335310 | Meer afbeeldingen |
| Westelijke reeks woningen | Gebouw                                  |                         |                                                         | Veeteeltstraat 127           | 52° 20' 25" NB, 4° 56' 32" OL | 335325 | Meer afbeeldingen |
| Verenigingsgebouw | Welzijn, kunst en cultuur               | 1926-1928               | Dick Greiner                                            | Veeteeltstraat 121           | 52° 20' 25" NB, 4° 56' 38" OL | 335330 | Meer afbeeldingen |
| Openbare leeszaal en bibliotheek | Welzijn, kunst en cultuur               | 1926-1928               | Dick Greiner                                            | Brink 43                     | 52° 20' 23" NB, 4° 56' 35" OL | 335336 | Meer afbeeldingen |
| Verbindingsgalerij | Gebouw                                  | 1926-1928               | Dick Greiner                                            | Brink tegenover 13           | 52° 20' 24" NB, 4° 56' 39" OL | 335342 | Meer afbeeldingen |
| Noordoostelijke reeks winkelwoningen met poort, toren en transformatorhuisje | Gebouw                                  | 1926-1928               | Dick Greiner                                            | Brink 2                      | 52° 20' 26" NB, 4° 56' 37" OL | 335347 | Meer afbeeldingen |
| Noordwestelijke reeks middenstandswoningen | Gebouw                                  | 1926-1928               | Dick Greiner                                            | Brink 4-22                   | 52° 20' 27" NB, 4° 56' 35" OL | 335357 | Meer afbeeldingen |
| Oostelijke reeks van twee korte reeksen met woningen en hoekwinkel | Gebouw                                  |                         | Dick Greiner                                            | Landbouwstraat 72-78         | 52° 20' 27" NB, 4° 56' 35" OL | 335363 | Meer afbeeldingen |
| Westelijke reeks van twee korte reeksen met woningen en hoekwinkel | Gebouw                                  |                         | Dick Greiner                                            | Veeteeltstraat 118-120       | 52° 20' 25" NB, 4° 56' 33" OL | 335369 | Meer afbeeldingen |
| Westelijke reeks van twee reeksen garages | Gebouw                                  | 1926-1928               | Dick Greiner                                            | Landbouwstraat 84            | 52° 20' 23" NB, 4° 56' 34" OL | 335374 | Westelijke reeks van twee reeksen garages |
| Oostelijke van twee reeksen garages | Gebouw                                  | 1926-1928               | Dick Greiner                                            | Landbouwstraat 63            | 52° 20' 23" NB, 4° 56' 36" OL | 335379 | Meer afbeeldingen |
| Frankendael: huis | Buitenplaats                            | ca. 1700                |                                                         | Middenweg 72                 | 52° 21' 4" NB, 4° 56' 1" OL   | 422420 | Meer afbeeldingen |
| Frankendael: historische tuin- en parkaanleg | Gebouw                                  | 1926-1928               |                                                         | Middenweg 72                 | 52° 21' 4" NB, 4° 56' 1" OL   | 422421 | Meer afbeeldingen |
| Frankendael: Toegangspoort Frankendael | Gebouw                                  | 1783                    |                                                         | Middenweg 72                 | 52° 21' 4" NB, 4° 56' 1" OL   | 422422 | Meer afbeeldingen |
| Frankendael: Neptunus, Amphitrite en Arion | Gebouw                                  | 1714                    |                                                         | Middenweg 72                 | 52° 21' 4" NB, 4° 56' 1" OL   | 422423 | Meer afbeeldingen |
| Frankendael: beeld van Ceres op sokkel | Gebouw                                  | ca. 1700                |                                                         | Middenweg 72                 | 52° 21' 4" NB, 4° 56' 1" OL   | 422424 | Meer afbeeldingen |
| Frankendael: beeld van Bacchus op sokkel | Gebouw                                  | ca. 1700                |                                                         | Middenweg 72                 | 52° 21' 4" NB, 4° 56' 1" OL   | 422425 | Meer afbeeldingen |
| Frankendael: hardstenen kop van een negerjongen | Gebouw                                  | ca. 1700                |                                                         | Middenweg 72                 | 52° 21' 4" NB, 4° 56' 1" OL   | 422426 | Upload foto |
| Frankendael: beeld van koning David | Gebouw                                  | ca. 1700                |                                                         | Middenweg 72                 | 52° 21' 4" NB, 4° 56' 1" OL   | 422427 | Meer afbeeldingen |
| Frankendael: hermitage | Gebouw                                  | eerst helft 19e eeuw    |                                                         | Middenweg 72                 | 52° 21' 4" NB, 4° 56' 1" OL   | 422428 | Meer afbeeldingen |
| Emmakerk | Kerk en kerkonderdeel                   | 1937-1938               | Gijsbert Friedhoff                                      | Hugo de Vrieslaan 2          | 52° 21' 2" NB, 4° 56' 3" OL   | 506280 | Meer afbeeldingen |
| De kerk van de H.H. Martelaren van Gorcum met bijbehorende pastorie | Kerk en kerkonderdeel                   | 1928-1929               | Alexander Kropholler                                    | Linnaeushof 93-94            | 52° 21' 11" NB, 4° 56' 2" OL  | 512944 | Meer afbeeldingen |
| Koninklijke Hollandse Lloyd: voormalig landverhuizershotel 'Lloyd-hotel' | Horeca                                  | 1915-1917               | Evert Breman                                            | Oostelijke Handelskade 34A   | 52° 22' 27" NB, 4° 56' 5" OL  | 523289 | Meer afbeeldingen |
| Koninklijke Hollandse Lloyd: voormalig kantoorgebouw | Handel en kantoor                       | 1915-1917               | Evert Breman                                            | Oostelijke Handelskade 12    | 52° 22' 29" NB, 4° 55' 57" OL | 523290 | Meer afbeeldingen |
| Woonblok Koninklijke Hollandse Lloyd | Bedrijfs-,fabriekswoning                | 1917                    | Evert Breman                                            | Oostelijke Handelskade 14    | 52° 22' 28" NB, 4° 56' 1" OL  | 523291 | Woonblok Koninklijke Hollandse Lloyd |
| Koninklijke Hollandse Lloyd: voormalig ontsmettingsgebouw, met resterende hoofdvleugel | Gezondheidszorg                         | 1920-1923               | Evert Breman                                            | Oostelijke Handelskade 34b   | 52° 22' 27" NB, 4° 56' 5" OL  | 523292 | Koninklijke Hollandse Lloyd: voormalig ontsmettingsgebouw, met resterende hoofdvleugel |
| Koninklijke Hollandse Lloyd: woonblok met in oorsprong twaalf etagewoningen | Bedrijfs-,fabriekswoning                | 1917                    | Evert Breman                                            | Oostelijke Handelskade 36    | 52° 22' 27" NB, 4° 56' 9" OL  | 523293 | Koninklijke Hollandse Lloyd: woonblok met in oorsprong twaalf etagewoningen |
| Koninklijke Hollandse Lloyd: koffiehuis met bovenwoningen | Horeca                                  | 1916                    | Evert Breman                                            | Oostelijke Handelskade 44    | 52° 22' 26" NB, 4° 56' 11" OL | 523294 | Meer afbeeldingen |
| De Arbeiderswoning cq. Berlageblokken: woonblok met inspringende hoeken en gemeenschappelijke binnentuin, bevattende 40 etagewoningen | Woonhuis                                | 1911-1915               | H.P. Berlage                                            | Javaplein 24A                | 52° 21' 48" NB, 4° 56' 20" OL | 523296 | Meer afbeeldingen |
| De Arbeiderswoning cq. Berlageblokken: woonblok met inspringende hoeken en gemeenschappelijke binnentuinen, bevattende 40 etagewoningen. Het is uitgevoerd in de trant van het Rationalisme, die de twee omringende dwarsstraten introduceerde voor betere bezonning.   | Woonhuis                                | 1911-1915               | H.P. Berlage                                            | Balistraat 135A              | 52° 21' 48" NB, 4° 56' 18" OL | 523297 | Meer afbeeldingen |
| De Arbeiderswoning cq. Berlageblokken: U-vormig doch gesloten woonblok. Het is uitgevoerd in de trant van het Rationalisme | Woonhuis                                | 1911-1915               | H.P. Berlage                                            | Balistraat 129A              | 52° 21' 48" NB, 4° 56' 11" OL | 523298 | Meer afbeeldingen |
| Gerardus Majellakerk | Kerk en kerkonderdeel                   | 1923-1926               | Jan Stuyt                                               | Ambonplein 61                | 52° 21' 35" NB, 4° 56' 19" OL | 523303 | Meer afbeeldingen |
| Vincentiushuis | Kerkelijke dienstwoning                 | 1926                    | Jan Stuyt                                               | Obiplein 2                   | 52° 21' 35" NB, 4° 56' 18" OL | 523304 | Meer afbeeldingen |
| Sint-Theresiaklooster | Klooster, kloosteronderdl               | 1926                    | Jan Stuyt                                               | Obiplein 14                  | 52° 21' 36" NB, 4° 56' 19" OL | 523305 | Sint-Theresiaklooster |
| Pastoor Hesseveld L.O. School | Onderwijs en wetenschap                 | 1926                    | Jan Stuyt                                               | Halmaheirastraat 18          | 52° 21' 36" NB, 4° 56' 21" OL | 523306 | Pastoor Hesseveld L.O. School |
| Voormalige kinderbewaarplaats gebouwd als onderdeel van het complex Gerardus Majellakerk | Onderwijs en wetenschap                 | 1926                    | Jan Stuyt                                               | Halmaheirastraat 28          | 52° 21' 36" NB, 4° 56' 21" OL | 523307 | Voormalige kinderbewaarplaats gebouwd als onderdeel van het complex Gerardus Majellakerk |
| Sint-Vincentiusschool | Onderwijs en wetenschap                 | 1926                    | Jan Stuyt                                               | Halmaheirastraat 30          | 52° 21' 35" NB, 4° 56' 22" OL | 523308 | Meer afbeeldingen |
| Schoolgebouw, gebouwd als onderdeel van het complex 'Gerardus Majellakerk'. Het schoolgebouw, in oorsprong een meisjesschool in rationalistische trant, ligt ter hoogte van het koor, binnen de rooilijnen van het rechthoekige terrein van de R.K enclave rond de kerk | Onderwijs en wetenschap                 | 1926                    | Jan Stuyt                                               | Batjanstraat 13              | 52° 21' 35" NB, 4° 56' 20" OL | 523309 | Schoolgebouw, gebouwd als onderdeel van het complex 'Gerardus Majellakerk'. Het schoolgebouw, in oorsprong een meisjesschool in rationalistische trant, ligt ter hoogte van het koor, binnen de rooilijnen van het rechthoekige terrein van de R.K enclave rond de kerk |
| Woonblok Van der Pekblokken | Woonhuis                                | 1909-1912               | Jan Ernst van der Pek                                   | Molukkenstraat 66            | 52° 21' 47" NB, 4° 56' 17" OL | 523310 | Meer afbeeldingen |
| Krachtcentrale | Transport                               | 1885                    | B. de Greef en W. Springer                              | Oostelijke Handelskade 4     | 52° 22' 30" NB, 4° 55' 49" OL | 523311 | Meer afbeeldingen |
| Koelhuis 'De Zwijger' | Opslag                                  | 1933-1934               | J. de Bie Leuveling Tjeenk en K. Bakker                 | Oostelijke Handelskade 21    | 52° 22' 37" NB, 4° 55' 19" OL | 523312 | Meer afbeeldingen |
| Pakhuis Afrika | Opslag                                  | 1915                    | Anton J. Joling J. de Bie Leuveling Tjeenk (verbouwing) | Oostelijke Handelskade 19    | 52° 22' 37" NB, 4° 55' 17" OL | 523314 | Meer afbeeldingen |
| Pakhuis Amsterdam | Opslag                                  | 1883                    |                                                         | Oostelijke Handelskade 17    | 52° 22' 38" NB, 4° 55' 14" OL | 523313 | Meer afbeeldingen |
| Woonhuis bestaande uit twee samengetrokken panden | Woonhuis                                | 1888                    | Harry Elte                                              | Oosterpark 77                | 52° 21' 34" NB, 4° 55' 25" OL | 526277 | Meer afbeeldingen |
| Voormalig St. Elisabethgesticht | Sociale zorg, liefdadigh.               | 1888-1890               | A.C. Bleijs                                             | Mauritskade 25a t/m h        | 52° 21' 41" NB, 4° 54' 58" OL | 526942 | Meer afbeeldingen |
| Voormalige pastorie | Kerkelijke dienstwoning                 | 1888-1890               | A.C. Bleys                                              | 's-Gravesandestraat 53       | 52° 21' 38" NB, 4° 54' 57" OL | 526943 | Meer afbeeldingen |
| Erfscheiding met hekken | Erfscheiding                            | 1888-1890               | A.C. Bleys                                              | Mauritskade 25a t/m h        | 52° 21' 41" NB, 4° 54' 58" OL | 526944 | Meer afbeeldingen |
| Schoorsteen van het voormalige St. Elisabeth-gesticht | Industrie                               | 1888-1890               |                                                         | Mauritskade 25a t/m h        | 52° 21' 41" NB, 4° 54' 58" OL | 526945 | Schoorsteen van het voormalige St. Elisabeth-gesticht |
| Lourdesgrot | Klooster, kloosteronderdl               |                         |                                                         | 's-Gravesandestraat bij 51   | 52° 21' 40" NB, 4° 54' 56" OL | 526946 | Meer afbeeldingen |
| Watertoren | Nutsbedrijf                             | 1910-1911               | J.L. Seeuwen                                            | Spaklerweg bij 24            | 52° 20' 18" NB, 4° 54' 59" OL | 526948 | Meer afbeeldingen |
| Regulateurgebouw | Nutsbedrijf                             | 1909-1910               |                                                         | Spaklerweg bij 32            | 52° 20' 19" NB, 4° 54' 51" OL | 526949 | Regulateurgebouw |
| Opzichterswoning (niet toegankelijk (2013)) | Dienstwoning                            | 1910                    |                                                         | Spaklerweg 24                | 52° 20' 20" NB, 4° 54' 60" OL | 526950 | Meer afbeeldingen |
| Directiegebouw (niet toegankelijk (2013)) | Handel en kantoor                       | 1912                    |                                                         | Spaklerweg 26-28             | 52° 20' 21" NB, 4° 54' 57" OL | 526951 | Meer afbeeldingen |
| Ingenieurswoning (niet toegankelijk (2013)) | Dienstwoning                            | 1911                    |                                                         | Spaklerweg 30                | 52° 20' 20" NB, 4° 54' 48" OL | 526952 | Meer afbeeldingen |
| Portierswoning (niet toegankelijk (2013)) | Begraafplaats en -onderdl               | 1910                    |                                                         | Korte Ouderkerkerdijk bij 45 | 52° 20' 22" NB, 4° 54' 52" OL | 526953 | Upload foto |
| Directeurswoning | Dienstwoning (niet toegankelijk (2013)) | 1907-1913               |                                                         | Korte Ouderkerkerdijk 45     | 52° 20' 22" NB, 4° 54' 54" OL | 526954 | Upload foto |
| Hekwerk | Erfscheiding                            | 1907-1913               |                                                         | Korte Ouderkerkerdijk bij 45 | 52° 20' 22" NB, 4° 54' 54" OL | 526955 | Upload foto |
| Voormalig Meterhuis | Nutsbedrijf                             | 1909-1910               |                                                         | Omval bij 32                 | 52° 20' 19" NB, 4° 54' 51" OL | 526956 | Upload foto |
| Seinhuis bij het gelijktijdig gebouwde Muiderpoortstation | Transport                               | 1936-1938               | H.G.J. Schelling                                        | Oosterspoorplein bij 1       | 52° 21' 39" NB, 4° 55' 52" OL | 526982 | Meer afbeeldingen |
| Voormalig kantoor van de Amstelbrouwerij | Handel en kantoor                       | 1928-1933               | F.A. Eschauzier i.s.m. A.J. Langhout                    | Mauritskade 11               | 52° 21' 37" NB, 4° 54' 41" OL | 526983 | Meer afbeeldingen |
| Atelierwoning Willem Witsen | Werk-woonhuis                           | 1884                    | Ed. Cuypers                                             | Oosterpark 82                | 52° 21' 35" NB, 4° 55' 27" OL | 526984 | Meer afbeeldingen |
| Bouwblok van drie herenhuizen | Woonhuis                                | 1884-1885               | A.L. van Gendt                                          | Weesperzijde 32a t/m e       | 52° 21' 25" NB, 4° 54' 25" OL | 526985 | Meer afbeeldingen |
| Badhuis | Gezondheidszorg                         | 1920-1921               | Arend Jan Westerman                                     | Boerhaaveplein 28            | 52° 21' 34" NB, 4° 54' 46" OL | 526986 | Meer afbeeldingen |
| Koninklijk Instituut voor de Tropen / Wereldmuseum Amsterdam | Welzijn, kunst en cultuur               | 1913-1926               | J.J. van Nieukerken                                     | Mauritskade 62               | 52° 21' 34" NB, 4° 54' 46" OL | 526987 | Meer afbeeldingen |
| Station Amsterdam Amstel | Transport                               | 1938-1939               | H.G.J. Schelling                                        | Julianaplein 1               | 52° 20' 48" NB, 4° 55' 7" OL  | 526988 | Meer afbeeldingen |
| Ensemble van vier herenhuizen in de trant van het eclecticisme | Woonhuis                                | 1880-1890               |                                                         | Weesperzijde 16              | 52° 21' 28" NB, 4° 54' 24" OL | 526989 | Meer afbeeldingen |
| Herenhuis, gebouwd in de trant van het eclecticisme met gepleisterde decoraties uitgevoerd | Woonhuis                                | 1880-1890               | J.H.T. Löning                                           | Weesperzijde 20              | 52° 21' 27" NB, 4° 54' 24" OL | 526990 | Herenhuis, gebouwd in de trant van het eclecticisme met gepleisterde decoraties uitgevoerd |
| Twee identieke herenhuizen | Woonhuis                                | 1883-1884               | J.H.T. Löning                                           | Weesperzijde 21              | 52° 21' 27" NB, 4° 54' 24" OL | 526991 | Twee identieke herenhuizen |
| De Ysbreeker | Horeca                                  | 1884-1885               | A.L. van Gendt                                          | Weesperzijde 23              | 52° 21' 27" NB, 4° 54' 24" OL | 526992 | Meer afbeeldingen |
| In de straatwand opgenomen herenhuis in eclectische trant | Woonhuis                                | 1887                    | A. Salm                                                 | Weesperzijde 24              | 52° 21' 27" NB, 4° 54' 24" OL | 526993 | In de straatwand opgenomen herenhuis in eclectische trant |
| In de straatwand opgenomen herenhuis in eclectische trant gebouwd | Woonhuis                                | 1887                    | A. Salm                                                 | Weesperzijde 25              | 52° 21' 26" NB, 4° 54' 25" OL | 526994 | Meer afbeeldingen |
| In de straatwand opgenomen herenhuis in eclectische trant | Woonhuis                                | 1887                    | A. Salm                                                 | Weesperzijde 27              | 52° 21' 27" NB, 4° 54' 24" OL | 526995 | In de straatwand opgenomen herenhuis in eclectische trant |
| Herenhuis met tuinhuis | Woonhuis                                | 1887                    | A. Salm GBzn. voor H.W. Nijman                          | Weesperzijde 26              | 52° 21' 26" NB, 4° 54' 25" OL | 526996 | Herenhuis met tuinhuis |
| In de straatwand opgenomen herenhuis in eclectische trant | Woonhuis                                | 1887                    | A. Salm                                                 | Weesperzijde 28              | 52° 21' 26" NB, 4° 54' 25" OL | 526997 | In de straatwand opgenomen herenhuis in eclectische trant |
| Ensemble van drie herenhuizen | Woonhuis                                | 1884                    |                                                         | Weesperzijde 29              | 52° 21' 26" NB, 4° 54' 25" OL | 526998 | Meer afbeeldingen |
| Dubbel woonhuis in de stijl van de neorenaissance met sterk Duitse inslag, naar een ontwerp van de Duitse architecten | Woonhuis                                | 1883-1885               | F. Ebert en J.F. Henkenhaf                              | Weesperzijde 33k t/m z       | 52° 21' 24" NB, 4° 54' 26" OL | 526999 | Meer afbeeldingen |
| Schollenbrug (brug 340) en Berlagebrug (brug 423) | Brug                                    | 1926-1931               |                                                         | Weesperzijde] bij 150        | 52° 20' 50" NB, 4° 54' 46" OL | 530055 | Meer afbeeldingen |
| Vrolikstraat 8 | Onderwijs en wetenschap                 | 1952-1956               | Ben Ingwersen, Commer de Geus en C. v.d. Bom            | Vrolikstraat 8               | 52° 21' 18" NB, 4° 54' 44" OL | 530858 | Meer afbeeldingen |
| (vm.) Toegangspoort Vrolikstraat 8 en Scheppingsverhaal | Onderwijs en wetenschap                 | 1952-1956               | Ben Ingwersen, Commer de Geus en Harry op de Laak       | Vrolikstraat 8               | 52° 21' 19" NB, 4° 54' 46" OL | 531068 | Meer afbeeldingen |
| Zitbanken en schoolplein Vrolikstraat 8 | Onderwijs en wetenschap                 | 1952-1956               | Ben Ingwersen, Commer de Geus en C. v.d. Bom            | Vrolikstraat 8               | 52° 21' 19" NB, 4° 54' 45" OL | 531069 | Meer afbeeldingen |
| (vm.) Belastingkantoor (Kohnstammhuis) | Handel en kantoor                       | 1954-1958               | Gijsbert Friedhoff en M. Bolten                         | Wibautstraat 2               | 52° 21' 32" NB, 4° 54' 31" OL | 530868 | Meer afbeeldingen |

## De Nieuwe Ooster
Begraafplaats De Nieuwe Ooster telt verschillende rijksmonumenten. Zie voor een overzicht de lijst van rijksmonumenten op De Nieuwe Ooster.